# Till Cissokho
Till Cissokho (Parigi, 8 febbraio 2000) è un calciatore francese, difensore del Rodez in prestito dall'Estrela Amadora.

## Carriera

### Club
Cissokho è cresciuto nel settore giovanile del Bordeaux con cui ha firmato il suo primo contratto professionistico l'11 gennaio 2019. Il 14 aprile successivo ha debuttato in prima squadra nell'incontro di Ligue 1 perso 3-0 contro il Saint-Étienne.
Il 21 giugno 2019 è stato ceduto a titolo definitivo al Clermont Foot, dove ha giocato principalmente con la seconda squadra. Il 12 agosto 2020 è stato prestato all'Austria Lustenau dove ha disputato una buona stagione da titolare.
Il 17 luglio 2021 è passato in prestito al Quevilly-Rouen in Ligue 2. Dopo aver aiutato il club a mantenere la categoria, è stato acquistato a titolo definitivo.

### Nazionale
Ha giocato nelle nazionali giovanili francesi Under-16, Under-17 ed Under-18.

## Statistiche

### Presenze e reti nei club
Statistiche aggiornate al 2 dicembre 2023.
| Stagione        | Squadra          | Campionato      | Campionato | Campionato | Coppe nazionali | Coppe nazionali | Coppe nazionali | Coppe continentali | Coppe continentali | Coppe continentali | Altre coppe | Altre coppe | Altre coppe | Totale | Totale | Totale |
| Stagione        | Squadra          | Comp            | Pres       | Reti       | Comp            | Pres            | Reti            | Comp               | Pres               | Reti               | Comp        | Pres        | Reti        | Pres   | Reti   |        |
| --------------- | ---------------- | --------------- | ---------- | ---------- | --------------- | --------------- | --------------- | ------------------ | ------------------ | ------------------ | ----------- | ----------- | ----------- | ------ | ------ | ------ |
| 2016-2017       | Bordeaux 2       | N3              | 1          | 0          |                 | -               | -               |                    | -                  | -                  |             | -           | -           | 1      | 0      |        |
| 2017-2018       | Bordeaux 2       | N3              | 15         | 2          |                 | -               | -               |                    | -                  | -                  |             | -           | -           | 15     | 2      |        |
| 2018-2019       | Bordeaux 2       | N2              | 23         | 0          |                 | -               | -               |                    | -                  | -                  |             | -           | -           | 23     | 0      |        |
| 2018-2019       | Bordeaux         | L1              | 1          | 0          | CF+CdL          | 0               | 0               |                    | -                  | -                  |             | -           | -           | 1      | 0      |        |
| 2019-2020       | Clermont Foot 2  | N3              | 10         | 0          |                 | -               | -               |                    | -                  | -                  |             | -           | -           | 10     | 0      |        |
| 2019-2020       | Clermont Foot    | L2              | 3          | 0          | CF+CdL          | 1+1             | 0               |                    | -                  | -                  |             | -           | -           | 5      | 0      |        |
| 2020-2021       | Austria Lustenau | 2L              | 26         | 1          | CA              | 1               | 0               |                    | -                  | -                  |             | -           | -           | 27     | 1      |        |
| 2021-2022       | Quevilly-Rouen   | L2              | 23+2       | 1+0        | CF              | 2               | 0               |                    | -                  | -                  |             | -           | -           | 26     | 1      |        |
| 2022-2023       | Quevilly-Rouen   | L2              | 36         | 1          | CF              | 1               | 0               |                    | -                  | -                  |             | -           | -           | 37     | 1      |        |
| 2023-2024       | Quevilly-Rouen   | L2              | 15         | 0          | CF              | 1               | 0               |                    | -                  | -                  |             | -           | -           | 16     | 0      |        |
| Totale carriera | Totale carriera  | Totale carriera | 155        | 5          |                 | 7               | 0               |                    | -                  | -                  |             | -           | -           | 162    | 5      |        |